# سلیم کعبی
سلیم کعبی (انگلیسی: Selim Kaabi؛ زادهٔ ۲۷ ژوئیهٔ ۱۹۸۴) بازیکن فوتبال اهل فرانسه است.
از باشگاه‌هایی که در آن بازی کرده‌است می‌توان به باشگاه فوتبال اینتر تورکو اشاره کرد.